# Marianne Franken
Marianne Franken (Amsterdam, 11 maart 1884 – Bergen-Belsen, 4 april 1945) was een Nederlands schilder en tekenaar.

## Levensloop
Marianne Franken werd geboren aan de Nieuwe Prinsengracht, als dochter van Abraham Franken en Zipora Henriette Königsberger. Ze wilde kunstenaar worden, maar daar zag haar vader geen brood in. Pas in 1910 schreef ze zich in aan het Internationaal Schildersatelier van Marie de Jonge, waaraan ook Martin Monnickendam lesgaf. Ze schilderde en tekende graag en plein air en  legde onder meer het Amsterdams stadsleven en joodse figuren vast in een realistische en impressionistische stijl. Ze woonde enige tijd in Italië en maakte diverse buitenlandse reizen, bij terugkeer vestigde ze zich weer aan de Nieuwe Prinsengracht. Franken sloot zich aan bij Arti et Amicitiae (1918) en De Onafhankelijken, waarmee ze ook exposeerde. Naar aanleiding van een tentoonstelling in haar eigen atelier (1937) schreef kunstcriticus Kasper Niehaus dat haar stillevens behoren tot het beste dat zij maakte. "De keuze der contrasten en harmonieën is heel zorgvuldig. Want de kleren zijn de hoofdpersonen harer voorstellingen en dan pas de marionetten, poppen, et. Zij geeft deze gaarne in groote partijen, zonder fijnere overgangen van licht naar donker. Het is soms alsof er in deze stillevens en figuurstukken iets als een zonnelicht schijnt. Haar werk heeft daardoor dan iets ruws en sterks als van een man. Geheel vlak en lichter geschilderd zou haar krachtige kleur tevens fijner zijn." In 1939 verhuisde ze naar een van de atelierwoningen aan de Zomerdijkstraat in Amsterdam. In de winter van 1939-1940 nam ze met vier schilderijen deel aan de tentoonstelling 'Onze kunst van heden' in het Rijksmuseum Amsterdam.
Tweede Wereldoorlog
Arti et Amicitiae sloot zich in 1941 aan bij de Nederlandsche Kultuurkamer, op last van de bezetter werden vijftien Joodse leden geroyeerd. Naast Franken waren dat Maria Boas-Zélander, Charlotte Boom-Pothuis, Moos Cohen, Max van Dam, Salomon Garf, Hendrika van Gelder, Felix Hess, Jaap Kaas, Baruch Lopes de Leao Laguna, Martin Monnickendam, Marinus van Raalte, Mommie Schwarz, David Schulman en Jo Spier. Alleen Kaas, Schulman en Spier overleefden de oorlog, Boom en Monnickendam overleden in Amsterdam, de anderen kwamen om in de concentratiekampen. 
Vanwege haar joodse afkomst werd Franken opgepakt, ze kwam op 61-jarige leeftijd in het concentratiekamp Bergen-Belsen om het leven. Postuum werd haar werk onder meer getoond bij de herdenkingstentoonstellingen 'Kunst in het harnas' (1945) in het Stedelijk Museum Amsterdam en 'Rebel, mijn hart' (1995) in de Nieuwe Kerk in Amsterdam.

## Enkele werken

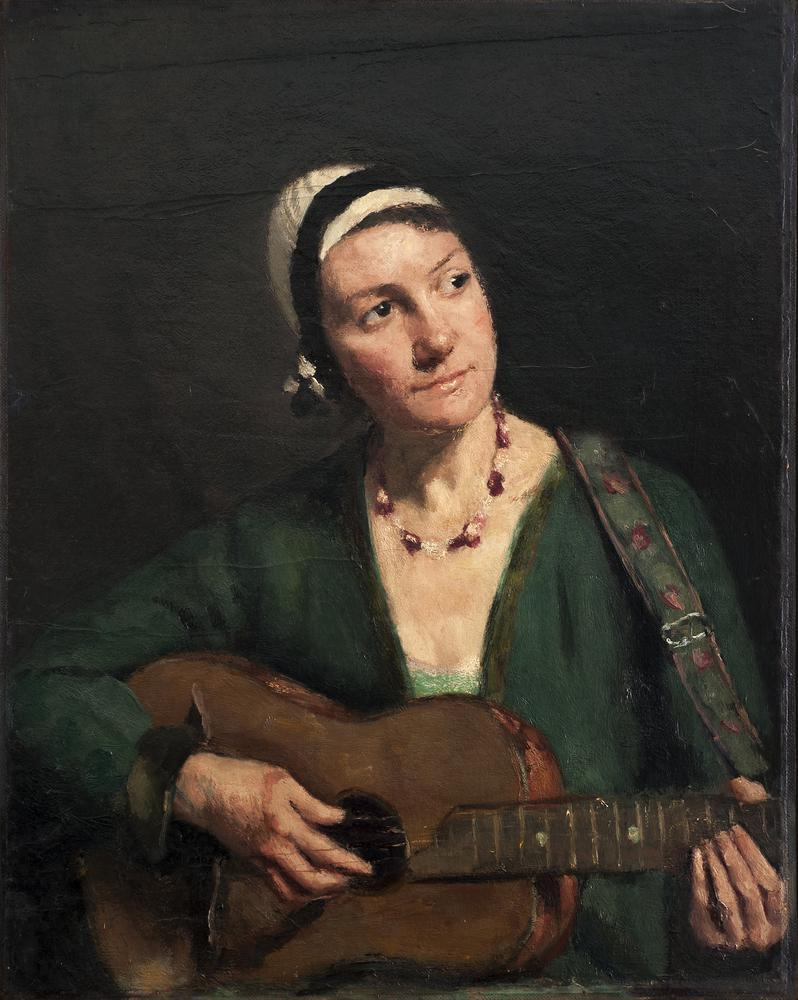
Gitaarspelende vrouw
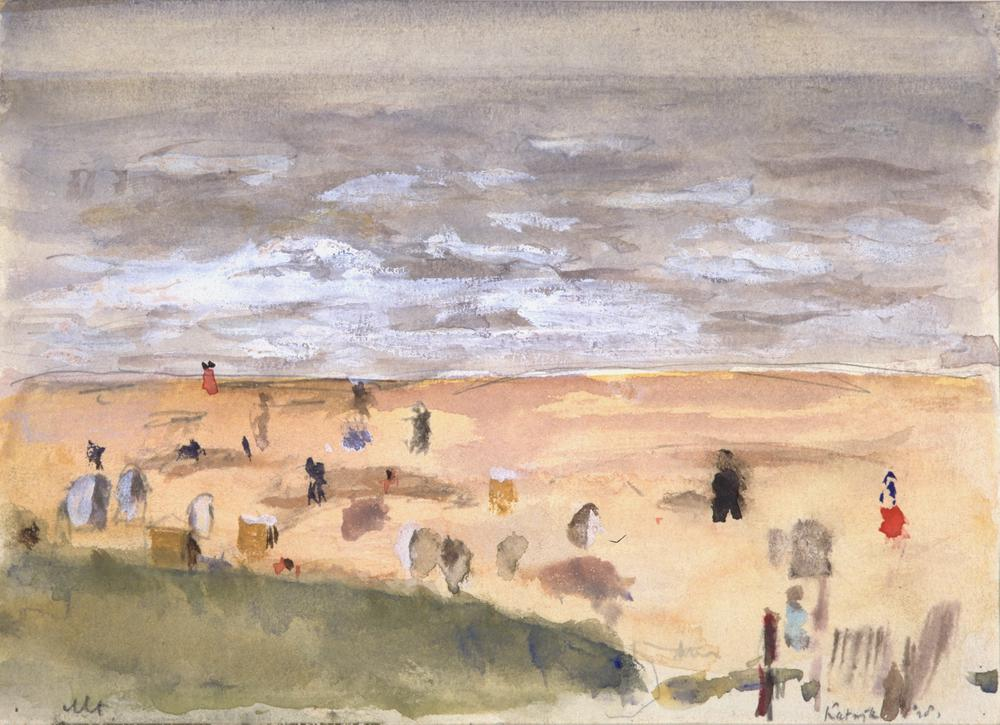
Katwijk (1928)
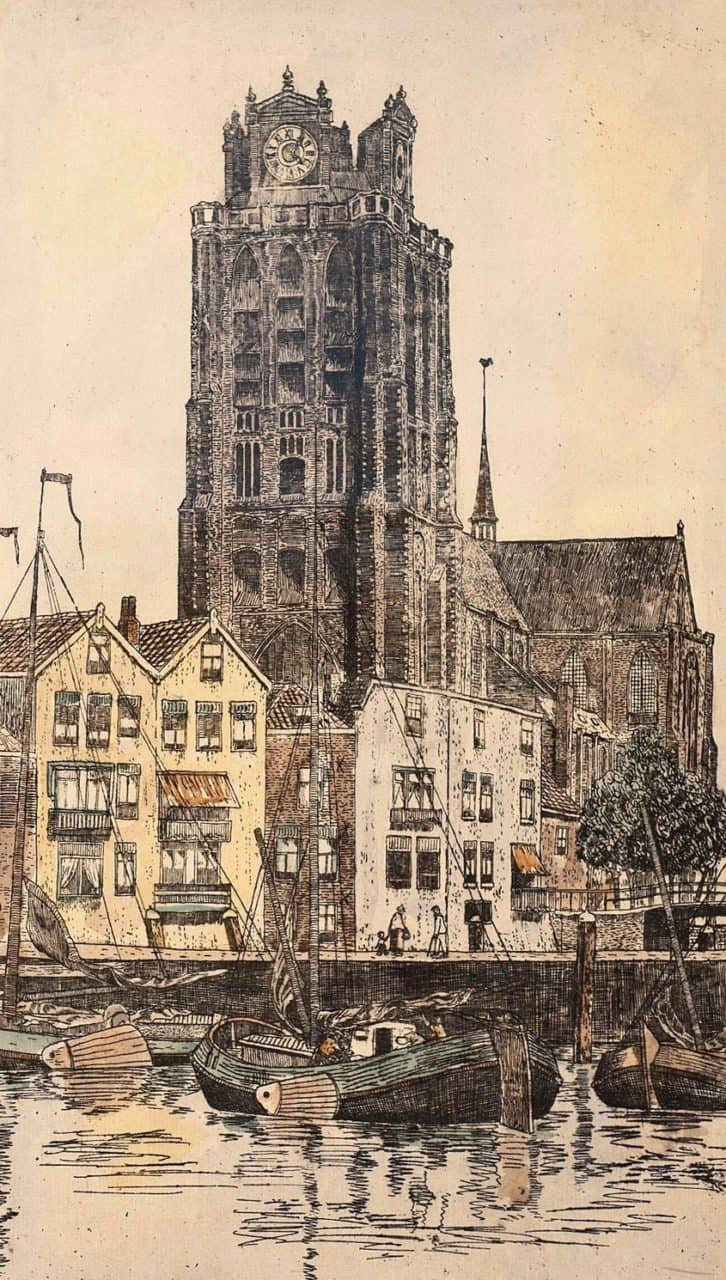
Zicht op Dordrecht
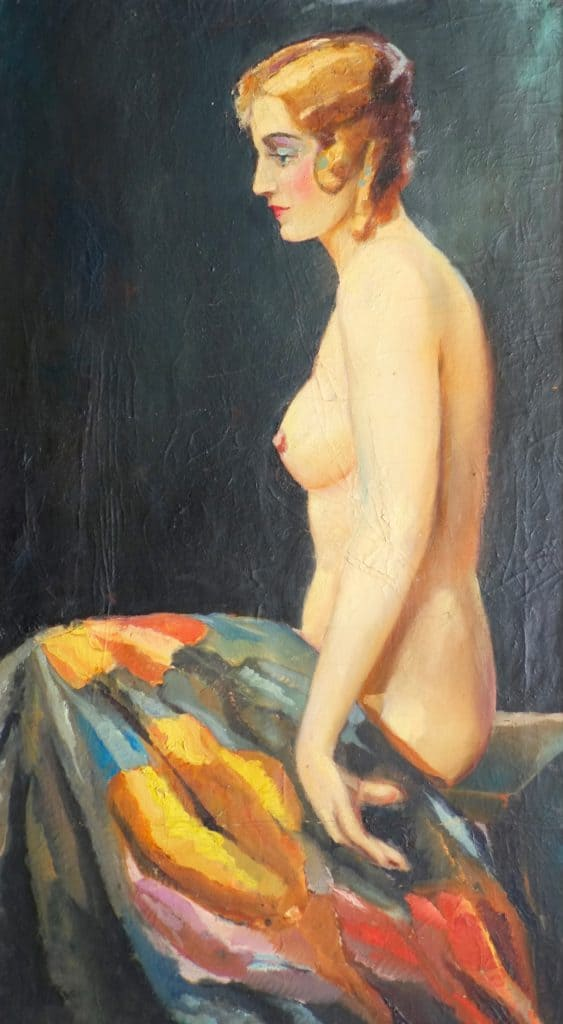
Vrouwelijk naakt

- Biografisch Portaal: 33622829
- RKD-Nederlands Instituut voor Kunstgeschiedenis: 29123
- Union List of Artist Names: 500113196
- Virtual International Authority File: 96532382